# ATA (technologia)

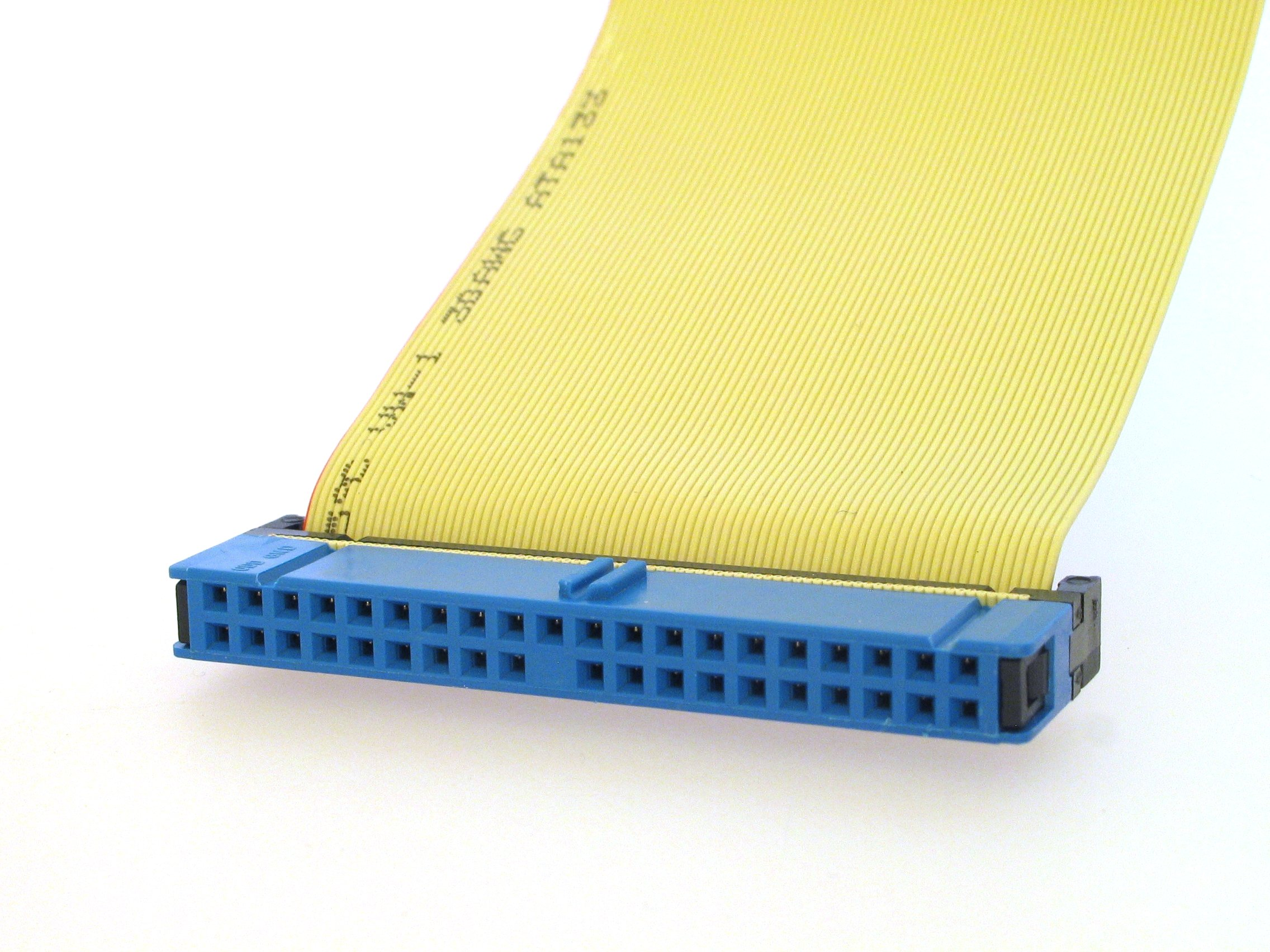
Złącze ATA

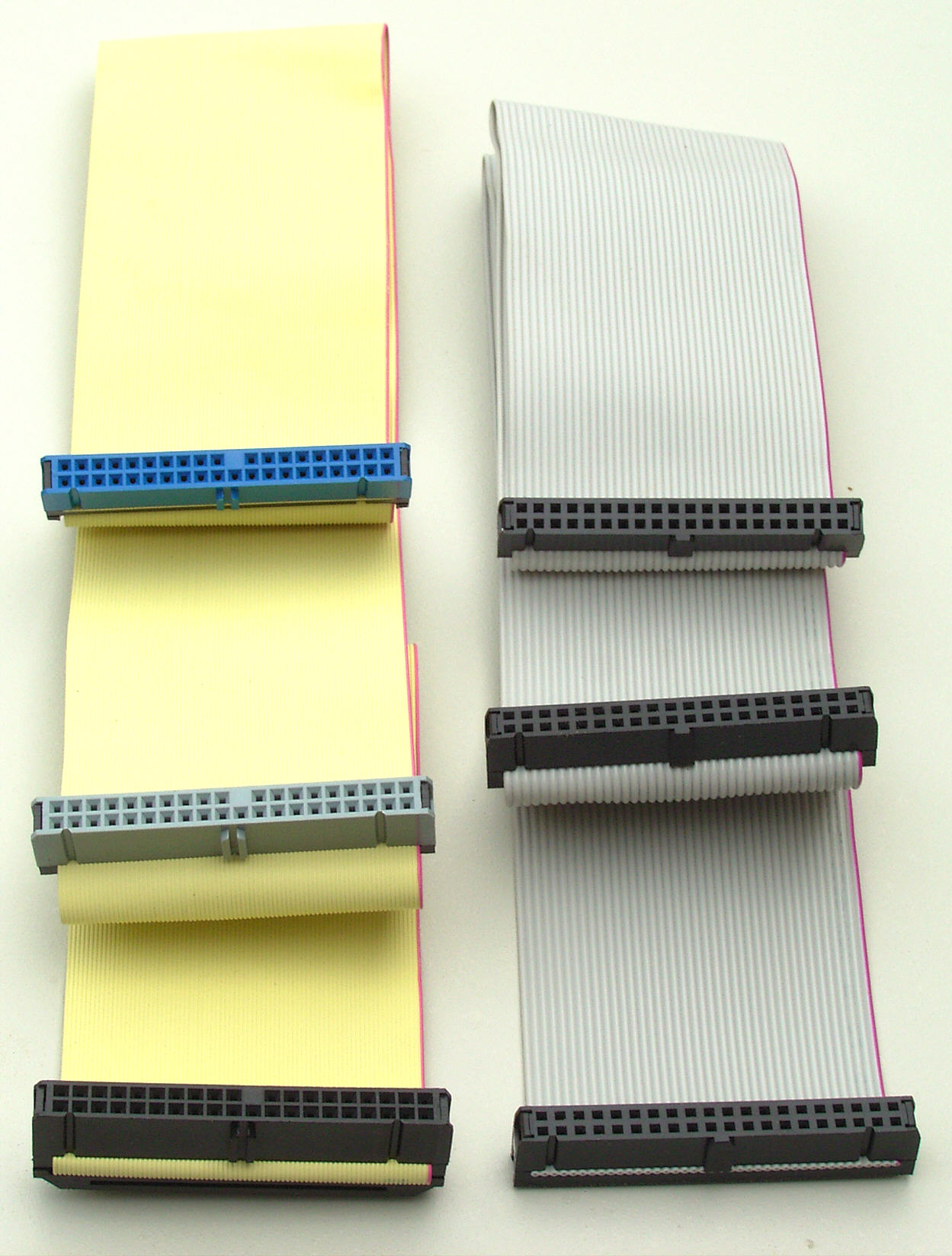
Taśmy ATA 80- i 40-żyłowe

ATA (ang. Advanced Technology Attachment, AT Attachment) – 16-bitowy interfejs systemowy w komputerach klasy PC i Amiga przeznaczony do komunikacji z dyskami twardymi, zaproponowany w 1983 przez firmę Compaq i wprowadzony w ich komputerach, we współpracy z Western Digital, w 1986 pod nazwą IDE (ang. Integrated Drive Electronics). Nazwa ta pochodzi od innowacyjnego podejścia Western Digital do sterowania dyskiem twardym, czyli zintegrowania go z kontrolerem – wcześniej kontrolery dysków były umieszczane na kartach rozszerzeń montowanych w sloty magistrali ISA. Od 2003 (kiedy to wprowadzono Serial ATA) standard ten jest określany jako Parallel ATA, lub w skrócie PATA, aby uniknąć jego pomylenia ze standardem SATA.
Dyski twarde w technologii ATA/IDE w rozmiarze 5,25" i 3,5" zasilane są napięciem 5 V i 12 V poprzez złącze typu Molex, a w rozmiarze 2,5" napięciem 5 V poprzez pomniejszone złącze ATA z dodatkowymi 4 pinami.
Standard ATA nie jest już rozwijany w kierunku zwiększania szybkości transmisji. Początkowo stosowano oznaczenia ATA-1, ATA-2 itd., natomiast później były używane określenia związane z przepustowością interfejsu – ATA/33, ATA/66, ATA/100, ATA/133.

## Opis złączy
| Pin | Oznaczenie | Kierunek | Opis                                                                                  | Pin | Oznaczenie | Kierunek | Opis                                                                                      |
| --- | ---------- | -------- | ------------------------------------------------------------------------------------- | --- | ---------- | -------- | ----------------------------------------------------------------------------------------- |
| 1   | -RESET     | →        | Sprzętowa inicjacja (RESET) dysku stałego                                             | 2   | GND        |          | Masa                                                                                      |
| 3   | DD7        | ↔        | Szyna dwukierunkowa do przesłań pomiędzy procesorem a dyskiem stałym                  | 4   | DD8        | ↔        | Szyna dwukierunkowa do przesłań pomiędzy procesorem a dyskiem stałym                      |
| 5   | DD6        | ↔        | Szyna dwukierunkowa do przesłań pomiędzy procesorem a dyskiem stałym                  | 6   | DD9        | ↔        | Szyna dwukierunkowa do przesłań pomiędzy procesorem a dyskiem stałym                      |
| 7   | DD5        | ↔        | Szyna dwukierunkowa do przesłań pomiędzy procesorem a dyskiem stałym                  | 8   | DD10       | ↔        | Szyna dwukierunkowa do przesłań pomiędzy procesorem a dyskiem stałym                      |
| 9   | DD4        | ↔        | Szyna dwukierunkowa do przesłań pomiędzy procesorem a dyskiem stałym                  | 10  | DD11       | ↔        | Szyna dwukierunkowa do przesłań pomiędzy procesorem a dyskiem stałym                      |
| 11  | DD3        | ↔        | Szyna dwukierunkowa do przesłań pomiędzy procesorem a dyskiem stałym                  | 12  | DD12       | ↔        | Szyna dwukierunkowa do przesłań pomiędzy procesorem a dyskiem stałym                      |
| 13  | DD2        | ↔        | Szyna dwukierunkowa do przesłań pomiędzy procesorem a dyskiem stałym                  | 14  | DD13       | ↔        | Szyna dwukierunkowa do przesłań pomiędzy procesorem a dyskiem stałym                      |
| 15  | DD1        | ↔        | Szyna dwukierunkowa do przesłań pomiędzy procesorem a dyskiem stałym                  | 16  | DD14       | ↔        | Szyna dwukierunkowa do przesłań pomiędzy procesorem a dyskiem stałym.                     |
| 17  | DD0        | ↔        | Szyna dwukierunkowa do przesłań pomiędzy procesorem a dyskiem stałym                  | 18  | DD15       | ↔        | Szyna dwukierunkowa do przesłań pomiędzy procesorem a dyskiem stałym                      |
| 19  | GND        |          | Masa                                                                                  | 20  |            |          | Pin nie wykorzystany                                                                      |
| 21  | DMARQ      | ←        | żądanie przesyłania w trybie DMA                                                      | 22  | GND        |          | Masa                                                                                      |
| 23  | -DIOW      | →        | Przepisanie zawartości linii danych DDx do wybranego rejestru napędu                  | 24  | GND        |          | Masa                                                                                      |
| 25  | -DIOR      | →        | Przepisanie zawartości wybranego rejestru napędu na line danych DDx                   | 26  | GND        |          | Masa                                                                                      |
| 27  | IORDY      | ←        | Sygnał gotowości urządzenia wejścia/wyjścia tylko w trybie PIO 3,4                    | 28  | CSEL       | →        | wybór napędu master/slave za pomocą kabla (ustawia się to za pomocą zworki-z tyłu napędu) |
| 29  | -DMACK     | →        | Sygnał przyjęcia żądania DMA przez hosta                                              | 30  | GND        |          | Masa                                                                                      |
| 31  | INTRQ      | ←        | żądanie obsługi przerwania(znaczenie tylko jeśli jest wykorzystywany system przerwań) | 32  | IOCS16     |          | obecnie pin przestarzały – był zdefiniowany w specyfikacji ATA-2                          |
| 33  | DA1        | →        | Linia adresowa używana do adresowania rejestrów napędu                                | 34  | -PDIAG     | ←        | Sygnalizuje zakończenie inicjacji drugiego dysku                                          |
| 35  | DA0        | →        | Linia adresowa używana do adresowania rejestrów napędu                                | 36  | DA2        | →        | Linia adresowa używana do adresowania rejestrów napędu                                    |
| 37  | -CS0       | →        | Umożliwia komunikację z rejestrami komend                                             | 38  | -CS1       | →        | Umożliwia komunikację z rejestrami kontrolnymi                                            |
| 39  | -DASP      | ←        | Informuje pierwszy dysk fizyczny (MASTER) o obecności drugiego dysku (SLAVE)          | 40  | GND        |          | Masa                                                                                      |

- - oznacza negację pinów
- → pin ustawia host
- ← pin ustawia napęd
- ↔ pin dwukierunkowy: kierunek zależny od operacji

W 2,5" dyskach (z laptopów) stosowane są cztery dodatkowe piny:
| Pin | Funkcja       | Pin | Funkcja       |
| --- | ------------- | --- | ------------- |
| 41  | +5VDC (logic) | 42  | +5VDC (motor) |
| 43  | GND           | 44  | Type (0==ATA) |
Widok złącza PATA dysku 2,5", X oznacza pin nr 1
| .....................x .. |
| ............ ......... .. |

## Opis rejestrów napędów ATA
Ogólnie można wyróżnić dwa rodzaje napędów ze złączem ATA:
1. dyski twarde – czyli urządzenia, które nie obsługują komend pakietowych
2. napędy optyczne CD/DVD – czyli urządzenia, które obsługują komendy pakietowe

Rejestry dla urządzeń 1)
| Adres | ----- | ----- | ----- | ----- | Funkcje            | -----          |
| ----- | ----- | ----- | ----- | ----- | ------------------ | -------------- |
| !CS0  | !CS1  | DA2   | DA1   | DA0   | Odczyt !DIOR       | Zapis !DIOW    |
|       |       |       |       |       | Rejestry kontrolne |                |
| N     | A     | N     | x     | x     | Zwolniony          | Nieużywany     |
| N     | A     | A     | N     | x     | Zwolniony          | Nieużywany     |
| N     | A     | A     | A     | N     | Alternate Status   | Device Control |
| N     | A     | A     | A     | A     | Przestarzały       | Nieużywany     |
|       |       |       |       |       | Rejestry komend    |                |
| A     | N     | N     | N     | N     | Data               | Data           |
| A     | N     | N     | N     | A     | Error              | Features       |
| A     | N     | N     | A     | N     | Sector Count       | Sector Count   |
| A     | N     | N     | A     | A     | LBA Low            | LBA Low        |
| A     | N     | A     | N     | N     | LBA Mid            | LBA Mid        |
| A     | N     | A     | N     | A     | LBA High           | LBA High       |
| A     | N     | A     | A     | N     | Device Select      | Device Select  |
| A     | N     | A     | A     | A     | Status             | Command        |
| A     | A     | x     | x     | x     | Zwolniony          | Nieużywany     |
Rejestry dla urządzeń 2)
| Adres | ----- | ----- | ----- | ----- | Funkcje            | -----           |
| ----- | ----- | ----- | ----- | ----- | ------------------ | --------------- |
| !CS0  | !CS1  | DA2   | DA1   | DA0   | Odczyt !DIOR       | Zapis !DIOW     |
|       |       |       |       |       | Rejestry kontrolne |                 |
| N     | A     | N     | x     | x     | Zwolniony          | Nieużywany      |
| N     | A     | A     | N     | x     | Zwolniony          | Nieużywany      |
| N     | A     | A     | A     | N     | Alternate Status   | Device Control  |
| N     | A     | A     | A     | A     | Przestarzały       | Nieużywany      |
|       |       |       |       |       | Rejestry komend    |                 |
| A     | N     | N     | N     | N     | Data               | Data            |
| A     | N     | N     | N     | A     | Error              | Features        |
| A     | N     | N     | A     | N     | Interrupt Reason   | Sector Count    |
| A     | N     | N     | A     | A     | *                  | *               |
| A     | N     | A     | N     | N     | Byte Count Low     | Byte Count Low  |
| A     | N     | A     | N     | A     | Byte Count High    | Byte Count High |
| A     | N     | A     | A     | N     | Device Select      | Device Select   |
| A     | N     | A     | A     | A     | Status             | Command         |
| A     | A     | x     | x     | x     | Zwolniony          | Nieużywany      |
- A = sygnał ustawiony (logiczna 1)
- N = sygnał zanegowany (logiczne 0)
- x = stan dowolny (0 lub 1)

Rejestrów o nazwach Zwolniony, Przestarzały, Nieużywany nie należy używać.
!CS0, !CS1 – oznacza negację pinów – to oznacza, że w rzeczywistości (na interfejs ATA) należy podawać wartości zanegowane z tabeli (tam gdzie A podawać N, tam gdzie N podawać A)
„*” rejestr używany przez dyski twarde (urządzenia nie obsługujące komend pakietowych)
Rejestr nie używany przez napędy CD/DVD (urządzenia obsługujące komendy pakietowe)

### Rejestry kontrolne
Alternate Status
- ZASTOSOWANIE: odczyt podstawowych informacji o stanie urządzenia bez kasowania obsługi przerwania
- rejestr jest tylko do odczytu, a w czasie zapisu dane trafiają do Device Control
- kiedy bit BSY=1 wtedy inne bity z tego rejestru nie powinny być interpretowane, zawartość tego rejestru nie jest prawdziwa gdy urządzenie jest w trybie uśpienia
- odczyt tego rejestru nie spowoduje skasowania obsługi przerwania
- zawartość tego rejestru jest identyczna z zawartością rejestru Status

Device Control
- ZASTOSOWANIE: rejestr ten umożliwia wykonanie programowego resetu oraz włączenie obsługi przerwania
- rejestr jest tylko do zapisu, w czasie odczytu jest to Alternate Status
- rejestr powinien być zapisywany tylko gdy DMACK=0
- zawartość tego rejestru będzie zinterpretowana przez napęd od razu po jego zapisaniu

| Bity | 7   | 6 | 5 | 4 | 3 | 2    | 1    | 0 |
| ---- | --- | - | - | - | - | ---- | ---- | - |
| Opis | HOB | r | r | r | r | SRST | nIEN | 0 |

- HOB (HighOrderByte)znaczenie tylko w przypadku dysków twardych – adres LBA 48-bitowy – gdy HOB=0 to napęd interpretuje młodszą część (0–23) adresu LBA 48-bitowego, gdy HOB=1 część starszą (24–47)
- r(6:3) (reserved) zarezerwowane
- SRST (SoftwareReSeT) reset programowy napędu
- nIEN (notInterruptENable) bit włącza przerwanie(gdy nIEN=0 i urządzenie jest wybrane) lub wyłącza przerwanie(gdy nIEN=1 lub urządzenie nie jest wybrane)
- Bit 0 zawsze powinien mieć wartość 0

### Rejestry komend
Data
- ZASTOSOWANIE: transfer danych(tylko w trybie PIO), dostęp do rejestrów
- rejestr ten służy do zapisu lub odczytu
- dostęp do rejestru powinien odbywać się w czasie przesyłania danych w trybie PIO, gdy DRQ=1 oraz BSY=0 oraz DMACK=0
- rejestr 16-bitowy
- dostęp (odczyt/zapis) do rejestrów jest realizowany właśnie poprzez ten rejestr tylko w trybie PIO; ponieważ rejestry są 8-bitowe to dane jakie chcemy zapisać (odczytać) do tych rejestrów ustawiamy na części młodszej rejestru (Bity DD7–DD0), część starsza nie jest interpretowana; natomiast gdy transferujemy dane z napędu to musimy korzystać z całej szerokości rejestru (Bity DD15–DD0) – nie ma możliwości pracy w trybie 8-bitowym.

| Bity | 15   | 14   | 13   | 12   | 11   | 10   | 9   | 8   | 7   | 6   | 5   | 4   | 3   | 2   | 1   | 0   |
| ---- | ---- | ---- | ---- | ---- | ---- | ---- | --- | --- | --- | --- | --- | --- | --- | --- | --- | --- |
| Opis | DD15 | DD14 | DD13 | DD12 | DD11 | DD10 | DD9 | DD8 | DD7 | DD6 | DD5 | DD4 | DD3 | DD2 | DD1 | DD0 |

Error
- ZASTOSOWANIE: określenie przyczyny błędu
- rejestr tylko do odczytu; gdy jest zapisywany – dane trafiają do rejestru Features
- zawartość rejestru jest poprawna gdy BSY=0 oraz DRQ=0 oraz ERR=1 lub SE=1, po włączeniu zasilania, wykonaniu sprzętowego lub programowego resetu, po wykonaniu komend EXECUTE DEVICE DIAGNOSTICS lub DEVICE RESET zawartość rejestru jest niewłaściwa w trybie uśpienia

| Bity | 7 | 6 | 5 | 4 | 3 | 2    | 1 | 0 |
| ---- | - | - | - | - | - | ---- | - | - |
| Opis | # | # | # | # | # | ABRT | # | # |
- # zawartość tych bitów zależy od wykonanej operacji(komendy)
- ABRT (ABoRT) ABRT=1 gdy nastąpiło anulowanie wykonania komendy (na skutek niewłaściwej komendy, niewłaściwego parametru w komendzie, błędu odczytu itd.)

Features
- ZASTOSOWANIE: zależnie od komendy
- rejestr jest tylko do zapisu, w czasie odczytu jest to Error
- rejestr powinien być zapisywany tylko gdy BSY=0 oraz DRQ=0 oraz DMACK=0
- zawartość tego rejestru staje się parametrem komendy po zapisaniu rejestru Command

| Bity | 7 | 6 | 5 | 4 | 3 | 2 | 1 | 0 |
| ---- | - | - | - | - | - | - | - | - |
| Opis | # | # | # | # | # | # | # | # |
- # zawartość tych bitów zależy od komendy

Sector Count / Interrupt Reason
- ZASTOSOWANIE: zależnie od komendy
- rejestr jest do zapisu lub odczytu
- rejestr powinien być zapisywany tylko gdy BSY=0 oraz DRQ=0 oraz DMACK=0, zawartość rejestru jest niepoprawna gdy urządzenie jest w trybie uśpienia
- zawartość tego rejestru staje się parametrem komendy po zapisaniu rejestru Command
- w przypadku dysku twardego jest to rejestr Sector Count, w przypadku napędu CD/DVD jest to Interrupt Reason w czasie odczytu i Sector Count w czasie zapisu (patrz tabela)

| Bity | 7 | 6 | 5 | 4 | 3 | 2 | 1 | 0 |
| ---- | - | - | - | - | - | - | - | - |
| Opis | # | # | # | # | # | # | # | # |
- # zawartość tych bitów zależy od komendy

LBA Low
- ZASTOSOWANIE: zależnie od komendy
- rejestr jest do zapisu lub odczytu
- rejestr powinien być zapisywany tylko gdy BSY=0 oraz DRQ=0 oraz DMACK=0, zawartość rejestru jest niepoprawna gdy urządzenie jest w trybie uśpienia
- zawartość tego rejestru staje się parametrem komendy po zapisaniu rejestru Command
- w przypadku napędu CD/DVD rejestr ten nie jest używany

| Bity | 7 | 6 | 5 | 4 | 3 | 2 | 1 | 0 |
| ---- | - | - | - | - | - | - | - | - |
| Opis | # | # | # | # | # | # | # | # |
- # zawartość tych bitów zależy od komendy

LBA Mid / Byte Count Low
- ZASTOSOWANIE: zależnie od komendy
- rejestr jest do zapisu lub odczytu
- rejestr powinien być zapisywany tylko gdy BSY=0 oraz DRQ=0 oraz DMACK=0, zawartość rejestru jest niepoprawna gdy urządzenie jest w trybie uśpienia
- zawartość tego rejestru staje się parametrem komendy po zapisaniu rejestru Command
- w przypadku dysku twardego jest to rejestr LBA Mid, w przypadku napędu CD/DVD jest to Byte Count Low

| Bity | 7 | 6 | 5 | 4 | 3 | 2 | 1 | 0 |
| ---- | - | - | - | - | - | - | - | - |
| Opis | # | # | # | # | # | # | # | # |
- # zawartość tych bitów zależy od komendy

LBA High / Byte Count High
- ZASTOSOWANIE: zależnie od komendy
- rejestr jest do zapisu lub odczytu
- rejestr powinien być zapisywany tylko gdy BSY=0 oraz DRQ=0 oraz DMACK=0, zawartość rejestru jest niepoprawna gdy urządzenie jest w trybie uśpienia
- zawartość tego rejestru staje się parametrem komendy po zapisaniu rejestru Command
- w przypadku dysku twardego jest to rejestr LBA High, w przypadku napędu CD/DVD jest to Byte Count High

| Bity | 7 | 6 | 5 | 4 | 3 | 2 | 1 | 0 |
| ---- | - | - | - | - | - | - | - | - |
| Opis | # | # | # | # | # | # | # | # |
- # zawartość tych bitów zależy od komendy

Device Select
- ZASTOSOWANIE: wybór urządzenia master lub slave
- rejestr jest do zapisu lub odczytu
- rejestr powinien być zapisywany tylko gdy BSY=0 oraz DRQ=0 oraz DMACK=0, zawartość rejestru jest niepoprawna dla dysku twardego jest w trybie uśpienia, dla napędu CD/DVD jest poprawna w trybie uśpienia
- bit DEV jest interpretowany natychmiast po zapisaniu, reszta bitów tego rejestru staje się parametrem komendy po zapisaniu rejestru Command

| Bity | 7            | 6 | 5            | 4   | 3 | 2 | 1 | 0 |
| ---- | ------------ | - | ------------ | --- | - | - | - | - |
| Opis | przestarzały | # | przestarzały | DEV | # | # | # | # |
- zapis do bitów przestarzałych będzie ignorowany przez napęd
- DEV (DEVice) DEV=0 wybór urządzenia Master, DEV=1 wybór urządzenia Slave
- # zawartość tych bitów zależy od komendy

Status
- ZASTOSOWANIE: odczyt podstawowych informacji o stanie urządzenia oraz kasowanie obsługi przerwania
- rejestr jest do odczytu, gdy jest zapisywany dane trafiają do rejestru Command
- kiedy bit BSY=1 wtedy inne bity z tego rejestru nie powinny być interpretowane, zawartość tego rejestru nie jest prawdziwa gdy urządzenie jest w trybie uśpienia

| Bity | 7   | 6    | 5     | 4 | 3   | 2            | 1            | 0       |
| ---- | --- | ---- | ----- | - | --- | ------------ | ------------ | ------- |
| Opis | BSY | DRDY | DF/SE | # | DRQ | przestarzały | przestarzały | ERR/CHK |
- BSY (BuSY) informuje, że urządzenie jest zajęte(gdy BSY=1)
- DRDY (DeviceReaDY) informuje o gotowości(gdy DRDY=1) urządzenia
- DF/SE (DeviceFault/StreamError) informuje o błędzie(gdy DF/SE=1); nie wszystkie komendy obsługują(ustawiają) ten bit
- # zawartość zależna od komendy
- DRQ (DataReQuest) informuje o żądaniu (DRQ=1) przesyłania danych z/do napędu
- ERR/CHK (ERRor/CHecK) informuje o wystąpieniu(ERR/CHK=1) błędu

Command
- ZASTOSOWANIE: rejestr zawiera kod komendy,rejestr ten zapisuje się na końcu(po zapisaniu wszystkich innych rejestrów), po zapisaniu tego rejestru urządzenie przystępuje do wykonania komendy a pozostałe rejestry przeznaczone do zapisu mogą stać się parametrami komendy (zależnie od rodzaju komendy)
- rejestr jest do zapisu, gdy jest odczytywany dane reprezentują zawartość rejestru Status
- rejestr powinien być zapisywany tylko gdy BSY=0 oraz DRQ=0 oraz DMACK=0

| Bity | 7 | 6 | 5 | 4 | 3 | 2 | 1 | 0 |
| ---- | - | - | - | - | - | - | - | - |
| Opis | # | # | # | # | # | # | # | # |
- # zawartość tych bitów reprezentuje kod komendy – np. kod 0xA0 jest komendą identyfikacji urządzenia

## Przykłady obsługi urządzenia
Sprzętowy reset
Sprzętowy reset powinien być wykonany co najmniej raz po włączeniu zasilania
Przykład w języku asembler dla mikrokontrolerów AVR:
```
    Resetdrive:
       cbi porte,RESET_              ;ustaw reset(czyli !RESET=0)
         sbi portd,c0                  ;!C0=1→C0=0
         sbi portd,c1                  ;!C1=1→C1=0
         cbi portd,a0                  ;A0=0
         cbi portd,a1                  ;A1=0
         cbi portd,a2                  ;A2=0
         sbi portd,dmack               ;!DMACK=1→DMACK=0
         sbi Porte,dior                 ;!DIOR=1→DIOR=0
         sbi Porte,diow                 ;!DIOW=1→DIOW=0
           Ddra = 0                     ;porta podłączony do pinow DD8-DD15
           Ddrc = 0                     ;portc podłączony do pinów DD0-DD7
             rcall czekaj25us              ;minimum 25us
      sbi porte,RESET_               ;wyzeruj reset(czyli !RESET=1)
             rcall czekaj2ms               ;minimum 2ms
                rcall Read_status_register_bsy0       ;czekaj na BSY=0
    Ret
```

Po wykonaniu tej procedury można założyć, że urządzenie jest prawidłowo „zresetowane”
Odczyt rejestru Status i oczekiwanie na BSY=0
Po zresetowaniu urządzenie ustawia domyślnie tryb pracy na PIO0. Tryb pracy można zmienić (na PIO0-4,MWDMA0-2 lub UDMA 0–6) za pomocą komendy SET FEATURES
Niezbędne opóźnienia są generowane za pomocą instrukcji nop i są poprawne dla trybu PIO0
```
    Read_status_register_bsy0:
      push GPR
        ldi GPR,0
         Out ddrc , Gpr       ;1 cykl
         Out ddra , Gpr       ;1 cykl;ustawia port danych DD15-DD0 jako wejście
        ldi GPR,0b10111100
         Out portd , Gpr ;bity⇒|7-!CS1|6-!CS0|5-DA2|4-DA0|3-DA1|2-!DMACK|1-IORDY|0-DMARQ|
           Petla_stat:
             nop;---czekaj--------------------------70ns min—nop=ok.62,5ns dla zegara 16
 
MHz
             nop
                cbi porte,DIOR
             nop;---czekaj---------------------------230ns min
             nop
             nop
             nop
                   in GPR,pinc       ;minęło co najmniej 230ns dane gotowe do odczytu
                   sts Status,GPR
             nop;---czekaj--------------------------- dane muszą być "ustawione" min 60ns
                sbi porte,DIOR
             nop;---czekaj---------------------------dane muszą być "przytrzymane" min 30ns
                 sbrc GPR,7                 ;BSY=? w tej chwili GPR jako STATUS
                   rjmp petla_stat          ;BSY=1
                                            ;BSY=0
      pop GPR
    Ret
```